# Lê nê
Lê nê hay còn gọi bán, rau tô (danh pháp khoa học: Hemistepta lyrata) là một loài thực vật có hoa trong họ Cúc. Loài này được (Bunge) Bunge mô tả khoa học đầu tiên năm 1833.